# Polyommatus isauricoides
Polyommatus isauricoides är en fjärilsart som beskrevs av Gary R. Graves 1923. Polyommatus isauricoides ingår i släktet Polyommatus och familjen juvelvingar. Inga underarter finns listade i Catalogue of Life.
Denna fjäril förekommer i Libanon och i angränsande regioner av Syrien. Den lever i bergstrakter mellan 1500 och 3000 meter över havet. Habitatet utgörs av klippiga landskap med några buskar. Antagligen läggs äggen i växter av vedelsläktet. I lägre trakter sker fortplantningen två gångar per år.
Troligtvis påverkas arten av intensivt bruk av betesmarker, nya samhällen och vintersportanläggningar. Polyommatus isauricoides är sällsynt. IUCN listar arten med kunskapsbrist (DD).